# 志田光
 志田 光 （1988年6月11日—）是出身於日本神奈川縣的女演員及職業摔角選手。目前隸屬於AEW。
除了做職業摔角選手之外，她也在演藝界內拍出了不少的電影及電視劇。

## 外部連結
- Ice Ribbon 頁面內志田光的個人資料 （页面存档备份，存于）（日語）
- Oz Academy 頁面內志田光的個人資料（日語）
- 志田光的X（前Twitter）（日語）
- 志田光的官方日誌 （页面存档备份，存于）（日語）
- 志田光在互联网电影资料库（IMDb）上的資料（英文）